# Costóbaro
Governador da Idumeia e de Gaza (séc I a.C.), casado com Salomé, irmã de Herodes, o Grande.

## Biografia
O idumeu Costóbaro era de uma antiga família sacerdotal edomita, anterior ao tempo em que o hasmoneu Hircano forçou os naturais da Idumeia a se converterm ao Judaísmo. Ligado a Herodes, ajudou-o a conquistar Jerusalém, sendo encarregado de guardar as saídas da cidade, para impedir a fuga dos hasmoneus e de seus partidários. Ao assumir o poder real, Herodes deu-lhe em casamento sua irmã, Salomé, e o governo de Gaza e da Idumeia.
Josefo relata que Cristóbaro não tardou a decepcionar-se com Herodes, ao ver que ele pretendia perpetuar a humilhação imposta aos idumeus, obrigados a adotar a religião dos judeus, em detrimento de suas divindades tradicionais. Buscando um ponto de apoio no exterior, ele aproximou-se de Cleópatra, rainha do Egito (cujas ambições de incorporar a Judeia aos seus domínios era bem conhecida), por entender que, debaixo da suserania egípcia, a Idumeia gozaria de maior autonomia e voltaria a cultivar suas antigas tradições religiosas.
Cleópatra tentou obter a aprovação de Antônio a esse plano, mas o romano recusou-se a arriscar sua amizade com Herodes e ainda o avisou das intenções traiçoeiras de seu cunhado. O rei ficou furioso e só não mandou matar Costóbaro por intervenção de Salomé e de sua mãe, Cipros. 
Mas alguns anos depois, a própria Salomé descobriu que o marido dera asilo sagrado aos "Filhos de Baba", conhecidos simpatizantes dos hasmoneus, que haviam adquirido certa notoriedade à época de Antígono, e não poupavam esforços para denegrir a imagem de Herodes junto ao povo simples. Esperando tirar alguma vantágem do prestígio desse grupo, Costóbaro favoreceu sua fuga durante a tomada de Jerusalém, e ofereceu-lhes refúgio na Idumeia, guardando segredo de sua traição. Bem que Herodes tivera suas dúvidas a respeito da fuga dos "Filhos de Baba", mas aceitara a palavra de Costóbaro de que nada sabia do paradeiro deles. 
Ao descobrir a verdade, Salomé tomou a medida incomum de divorciar-se do marido, ignorando a Lei Judaica, que só concedia esse direito ao homem. Depois, revelou ao irmão a causa de sua atitude. 
Sem dar ao acusado qualquer chance de defesa, Herodes mandou prendê-lo e executá-lo, juntamente com seus companheiros mais chegados. Depois, fez desentocar os "Filhos de Baba", matando-os a todos. (Antiguidades Judaicas, 266).